# Ланда-де-Матаморос
Ланда-де-Матаморос (исп. Landa de Matamoros)  —   населённый пункт и муниципалитет в Мексике, входит в штат Керетаро. Население — 18 848 человек.

## Фотографии

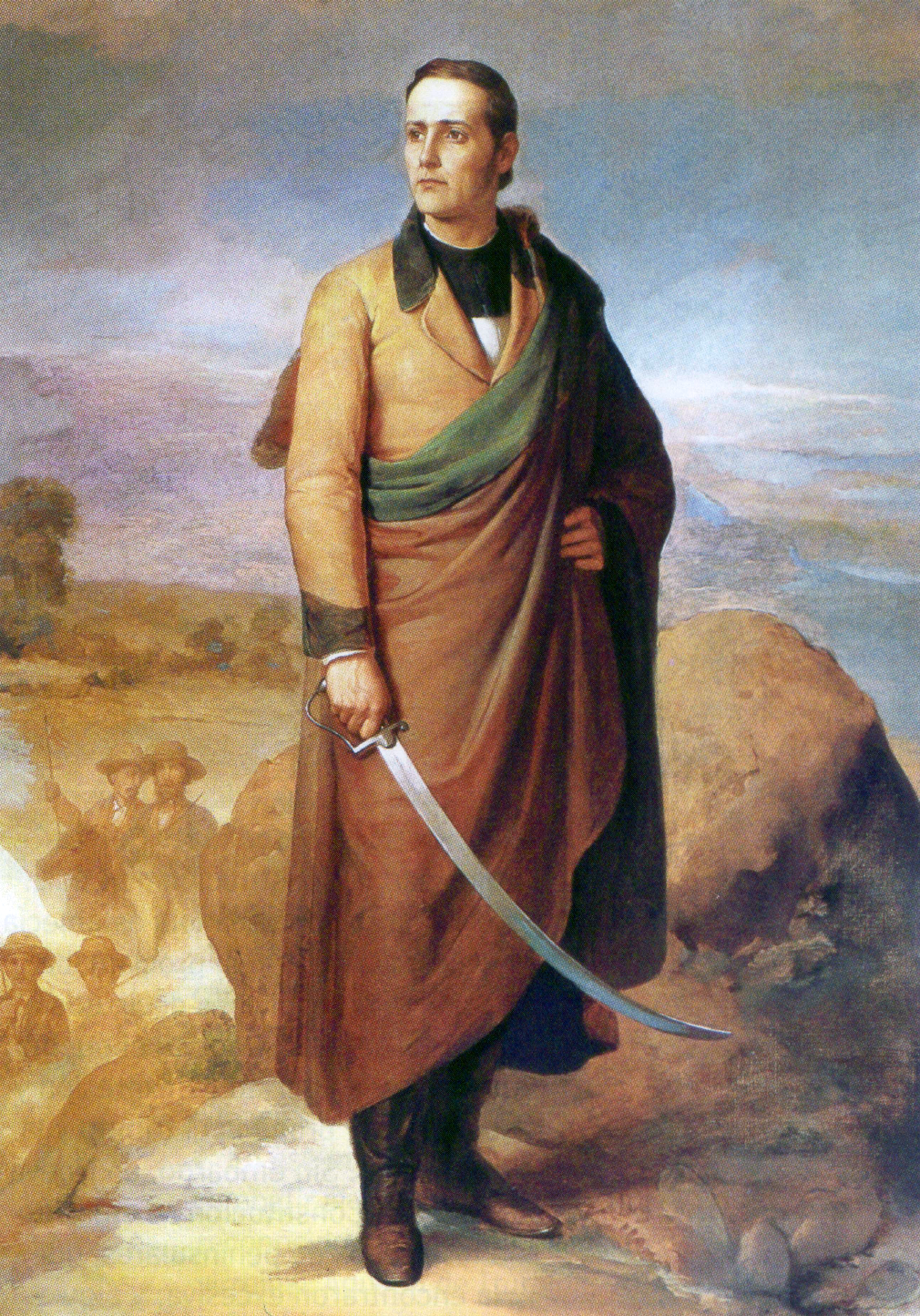
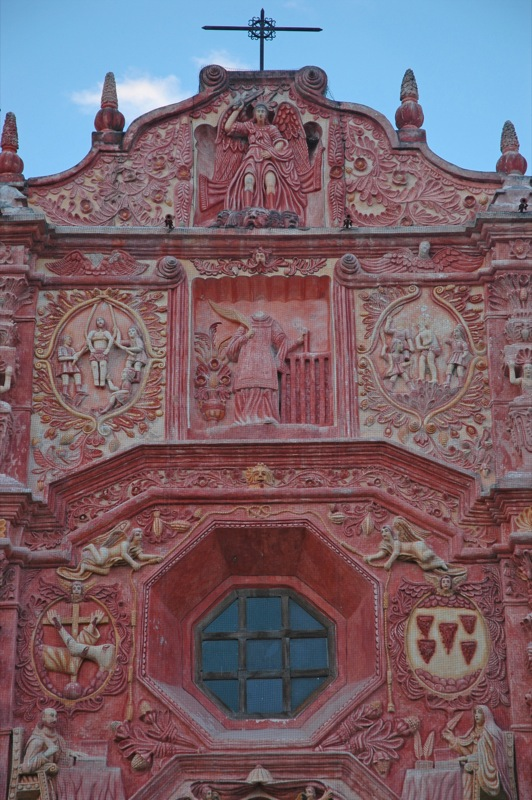
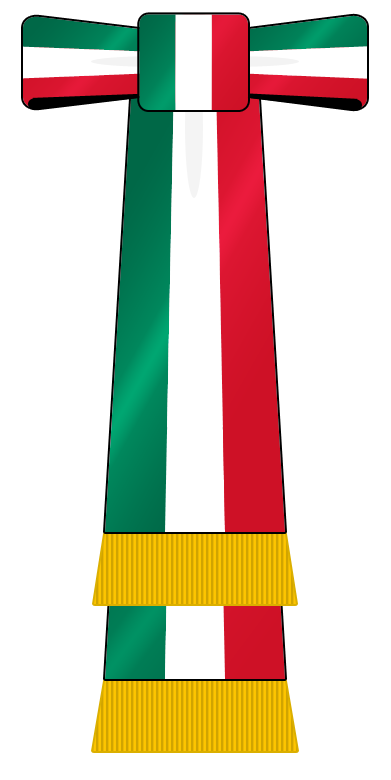

## История
Город основан в 1941 году.